# Консервапедия
Консервапедия (на английски: Conservapedia) е уики на английски език, онлайн енциклопедия, представена от консервативна и християнска гледна точка. Използва безплатния уики софтуер с отворен код „МедияУики“. Сайтът е създаден през 2006 г. от американския учител и адвокат Андрю Шлафли, син на антифеминистката с консервативни възгледи Филис Шлафли (1924 – 2016), с цел да се противопостави на това, което той възприема като либерално пристрастие в Уикипедия. Към септември 2023 г. Консервапедия съдържа над 54 000 статии.